# Eri’s“B”Good
『Eri’s “B” Good』（エリズ “ビー” グッド）は、平松愛理のセルフカバー・アルバム。

## 解説
タイトルが表すとおり、これまでに発表したシングルのB面（カップリング曲）に収録されオリジナル・アルバムに未収録だった楽曲をピックアップして新録音した企画アルバム。新曲のInstrumentalも3曲収録。

## 収録曲
全作詞・作曲：平松愛理
1. The Theme of Eri's “B” Good
2. 雨の日曜日（One day at a time version）
シングル「一夜一代に夢見頃」のカップリング曲。
3. おしえて神様（Son montuno version）
シングル「おしえて神様」のアレンジ曲。
4. Intermezzo
5. 渚のエンブレム（More sweetened version）
シングル「女の生命は短くて」のカップリング曲。
6. 蛍の光もう一度（Schoolyards version）
シングル「Single is Best!?」のカップリング曲。
7. 私の彼は午前様（He`s in MIAMI version）
シングル「おしえて神様」のカップリング曲。
8. The Ending Theme of Eri's “B” Good